# Randy Samuel
Randy Samuel, właśc. Randolph Fitzgerald Samuel (ur. 23 grudnia 1963 w Point Fortin) – kanadyjski piłkarz występujący na pozycji obrońcy. Uczestnik Mistrzostw Świata w piłce nożnej 1986.